# 胡政
胡政（1916年—1991年11月3日）曾用名汤贤珍，湖南省浏阳县人。中国人民解放军将领，中华人民共和国官员。

## 生平
1929年12月，13岁的胡政参加中国工农红军。1931年加入中国共产主义青年团，1934年加入中国共产党。红军时期，胡政历任勤务员、通讯班长，长征途中担任连政治指导员。抗日战争时期，历任营长、政治教导员，军分区司令部指挥长、参谋长、副司令员等职务。曾参加百团大战、广灵伏击战、南北谭庄伏击战等战役、战斗。第二次国共内战中，历任三五九旅副团长、团长、副参谋长，曾参加延安保卫战、富县虎梯山战斗、运城战斗等等战役、战斗。
1949年后，胡政历任团政治委员，师政治委员，海军长山列岛水警区政治委员，海军长山要塞区政治委员，海军旅顺基地副政治委员。
1964年，转业到中华人民共和国石油工业部任政治部副主任。文化大革命中，身心受严重摧残。1978年7月，调任吉林省人民检察院副检察长。1980年，调任中国民航总局纪委副书记。作为副部长级离休干部离休后，回到石油行业，关心石油工业发展。1990年上半年，率领“学大庆”宣讲团，赴新疆、甘肃、宁夏、陕西等地油田交流学大庆经验。
1991年11月3日，胡政在北京逝世，享年75岁。